# Умершие в декабре 2012 года
Это список известных людей, соответствующих установленным критериям значимости (см. Википедия:Критерии значимости персоналий), умерших в декабре 2012 года.
Причина смерти указывается лишь в исключительных случаях (убийство, самоубийство, гибель в результате военных действий, смертная казнь, ДТП или несчастные случаи). В остальных случаях — не указывается.

## 1 декабря
- Беназераф, Хосе (90) — французский режиссёр, сценарист и продюсер[1][2].
- Ватанабэ, Йосинори (71) — японский якудза, пятый кумито (верховный «крёстный отец») Ямагути-гуми (1989—2005)[3].
- Вега, Видаль (48) — парагвайский лидер крестьянского движения; убит[4].
- Видж, Рейнольд (62) — американский режиссёр, сценарист и продюсер, четырёхкратный номинант на премию Эмми[5].
- Иоанн (84) — епископ Константинопольской православной церкви, епископ Атлантский (1981—1988), епископ Аморийский (с 1992)[6].
- Коул, Митчелл (27) — британский футболист, трёхкратный обладатель Трофея футбольной ассоциации (2004—2005, 2006—2007, 2008—2009); гипертрофическая кардиомиопатия[7].
- Кочнева, Надежда Яковлевна (85) — советский железнодорожник, Герой Социалистического Труда (1981)[8]
- Криглер, Джон (76) — американский баскетболист, чемпион мужского дивизиона I НАСС по баскетболу (1958)[9].
- Мартыненко, Олег Григорьевич (76) — теплофизик. Академик Национальной академии наук Беларуси (1991)[10].
- Мигалкин, Александр Васильевич (54) — министр внешних связей Республики Саха (Якутии) (1999—2006)[11]
- Мустаев, Шамиль Асгатович (83) — председатель Президиума Верховного Совета Татарской АССР (1986—1990)[12]..
- Таманг, Бхим Бахадур (78) — непальский политик, лидер Непальского конгресса, бывший министр юстиции[13].
- Тейлор, Фил (95) — британский футболист и тренер («Ливерпуль»), чемпион Англии (1947), старший тренер «Ливерпуля» (1956—1959)[14].
- Уэлан, Джеймс (79) — американский журналист, первый главный редактор газеты «The Washington Times»[15].
- Фокс, Стив (54) — британский футболист[16].
- Часкалсон, Артур (81) — главный судья Южно-Африканской Республики (2001—2005)[17].

## 2 декабря
- Верисиму, Азумир (77) — бразильский футболист, обладатель приза «Серебряный мяч» чемпионата Португалии по футболу (1962)[18].
- Киз, Исраэль (34) — американский предполагаемый серийный убийца, самоубийство через повешение и рваные раны[19].
- Нараги, Эхсан (86) — иранский социолог и писатель, директор молодёжного подразделения ЮНЕСКО (1980—1996)[20]
- Пиньятари, Десиу (85) — бразильский поэт, эссеист, переводчик[21].
- Скорук, Анатолий Владимирович — президент футбольного клуба «Скорук» в Днепропетровской области (Украина), депутат Днепропетровского областного совета; погиб в автокатастрофе[22].

## 3 декабря
- Барковский, Владислав Викторович (68) — советский автогонщик, комментатор, каскадёр и артист кино, двукратный чемпион СССР (1974, 1976)[23].
- Бергрен, Томми (62) — шведский футболист, лучший бомбардир чемпионата Швеции по футболу (1978)[24].
- Борисенко, Георгий Константинович (90) — советский шахматист[25].
- Виллемс, Йерун[нидерл.] (50) — нидерландский актёр[26].
- Казимирова, Екатерина Григорьевна (90) — актриса Кишиневского театра драмы имени М. Эминеску, народная артистка Молдавской ССР[27].
- Кротков, Борис Александрович (84) — советский и российский журналист и дипломат[28].
- Маруф, Мохаммед (62 или 63) — шри-ланкийский политик[29].
- Хитрук, Фёдор Савельевич (95) — советский и российский режиссёр анимационного кино, народный артист СССР (1987)[30]
- Шоу, Джанет (46) — австралийская велосипедистка, двукратный бронзовый призёр летних Паралимпийских игр в Афинах (2004)[31].

## 4 декабря
- Абу Заид — пакистанский террорист, один из лидеров «Аль-Каиды»[32].
- Белов, Василий Иванович (80) — российский и советский писатель, лауреат Государственной премии СССР[33].
- Бобошко, Иван Павлович (82) — украинский футболист, выступавший за донецкий «Шахтёр»[34].
- Боллак, Жан (89) — французский филолог, философ, историк греческой философии, переводчик[35].
- Калеро, Мигель (41) — колумбийский футболист, бывший вратарь сборной Колумбии по футболу[36].
- Кизеветтер, Петер (67) — немецкий классический композитор[37].
- Клуц, Мирослав (90) — чехословацкий хоккеист, член сборной Чехословакии по хоккею с шайбой (1953—1956)[38].
- Куватов, Георгий Андреевич (62) — главный врач Челябинской дорожной клинической больницы Южно-Уральской железной дороги, ученый, изобретатель[39].
- Купер, Бесси (116) — американская долгожительница, старейший житель Земли с 21 июня 2011 г. до 4 декабря 2012[40].
- Милинкович, Бранислав (52) — посол Сербии при НАТО; самоубийство[41].
- Монклар, Робер (82) — французский баскетболист, трёхкратный бронзовый призёр, чемпионата Европы (1951, 1953, 1959)[42].
- Сарсенов, Максим Темирбулатович (76) — казахстанский журналист[43].
- Харви, Джонатан (73) — британский композитор[44].
- Щанкин, Сергей — казахстанский музыкант, барабанщик группы «Адаптация»[45].

## 5 декабря
- Брубек, Дэйв (91) — американский джазовый пианист[46].
- Геккиев, Казбек (28) — ведущий ГТРК «Кабардино-Балкария»; убит[47].
- Игнатий IV (91) — Патриарх Антиохийский и всего Востока; инсульт[48].
- Крамаренко, Григорий Иванович (87) — танкист, полковник, ветеран Великой Отечественной войны, Герой Советского Союза[49]
- Мёрдок, Элизабет (103) — австралийская филантропка и общественный деятель, мать Руперта Мёрдока[50].
- Ниаре, Ив (35) — французский толкатель ядра, серебряный призёр чемпионата Европы в помещении (2009); ДТП[51].
- Нимейер, Оскар (104) — бразильский архитектор, пионер и экспериментатор в области железобетонной архитектуры, старейший архитектор планеты[52].
- Смит, Даг (75) — шотландский футболист, игрок «Данди Юнайтед» (1958—1976)[53].
- Таиров, Олег Петрович (66) — российский антиквар, директор галереи «Бельведер», член Правления Международной конфедерации антикваров и арт-дилеров (МКААД) и вице-президент Гильдии оценщиков[54].
- Чанг Марин, Карлос Франсиско (90) — панамский коммунист.
- Чудин, Виталий Иванович (83) — советский и российский государственный и партийный деятель, министр строительного, дорожного и коммунального машиностроения СССР (1980—1985), член ЦРК КПСС (1981—1986), депутат Верховного Совета СССР 11 созыва[55].

## 6 декабря
- Абиа Битео Борико, Мигель (51) — премьер-министр Экваториальной Гвинеи (2004—2006)[56].
- Александров, Виктор Михайлович (76) — советский и российский учёный-механик, доктор физико-математических наук, профессор[57].
- Вас, Педро (49) — министр иностранных дел Уругвая (2009—2010)[58].
- Вилямовский, Валерий Яковлевич (74) — заслуженный тренер России, генеральный директор Велосипедного спортивного клуба «Динамо»[59].
- Дидерих, Бим (90) — люксембургский велосипедист, победитель этапов Тур де Франс (1950—1952)[60].
- Иванов, Герасим Петрович (94) — протоиерей, настоятель храма Архистратига Михаила на проспекте Вернадского, церковный живописец[61].
- Казинян, Карине Лорисовна (57) — посол Армении в Великобритании и Ирландии (с 8.09.2011), заместитель министра иностранных дел Армении (2009—2011)[62].
- Кэссиди, Эд (89) — американский музыкант, один из основателей и барабанщик группы «Spirit»[63].
- Ллойд-Лэнгтон, Хью (61) — английский музыкант, гитарист группы «Hawkwind»[64].
- Лысенкова, Софья Николаевна (88) — учитель начальных классов средней школы № 587, народный учитель СССР[65].
- Радзявичюс, Стасис (92) — литовский актёр театра и кино[66].
- Состеро, Джованни (48) — итальянский астроном, чьим именем назван астероид 9878 Sostero[англ.] (en)[67].
- Шапошников, Вячеслав Иванович (77) — советский и российский прозаик и поэт[68].

## 7 декабря
- Альбрехт, Бертольд (58) — немецкий миллиардер, наследник компании Aldi[69]. (О смерти объявлено в этот день.)
- Беннигсен-Броксоп, Мария Александровна (67) — востоковед-политолог, эксперт по современной политической истории мусульманских народов бывшего СССР[70]..
- Васильев, Александр Георгиевич (64) — чувашский композитор[71].
- Гранатюк, Пётр Николаевич (89) — Полный кавалер ордена Славы.
- Дон Бин (80) — британский авиатор, основатель Авиашоу RAFA Шорхэм[72]. (О смерти объявлено в этот день.)
- Дюран, Жильбер (91) — французский социолог, антрополог, религиовед[73].
- Крёйсинга, Рулоф (90) — нидерландский врач и политический деятель, министр обороны (1977—1978)[74].
- Ле Гон, Дженни (96) — американская актриса[75][76].
- Хаус, Уильям (89) — американский врач, изобретатель Кохлеарного имплантата, первого изобретения, которое восстанавливает одно из пяти чувств человека[77].
- Хауф, Денис (80) — бельгийский футболист, член сборной Бельгии по футболу, участник чемпионата мира (1954)[78].

## 8 декабря
- Синдицкий, Дмитрий (30) — российский музыкант, лидер группы «Солнце Лауры», администратор сайта «Гражданской обороны»; ДТП[79].

## 9 декабря
- Вудланд, Норман Джозеф (91) — американский изобретатель, один из создателей штрихового кода[80].
- Гов, Анат (58) — израильский драматург и сценарист[81].
- Досадин, Владимир Николаевич (79) — музыкант, педагог, Заслуженный деятель искусств РФ, профессор РАМ им. Гнесиных[82].
- Мур, Патрик (89) — британский астроном и телеведущий[83].
- Нелис, Андре (77) — бельгийский яхтсмен, серебряный призёр летних Олимпийских игр в Мельбурне (1956), бронзовый призёр летних Олимпийских игр в Риме (1960)[84].
- Оськин, Тихон Юрьевич (38) — российский актёр[85].
- Ривера, Дженни (43) — мексикано-американская певица; авиакатастрофа[86].
- Розен, Чарльз (85) — американский пианист[87].
- Скикки, Риккардо (59) — итальянский режиссёр[88].
- Скопинцев Олег Валентинович (49) — российский контрразведчик, генерал-полковник, бывший первый заместитель руководителя Службы контрразведки ФСБ России; авиакатастрофа[89].
- Федорчук, Виталий Витальевич (70) — российский ученый-математик, заведующий кафедрой общей топологии и геометрии механико-математического факультета МГУ[90].
- Белашов Александр Владимирович (54) — заместитель председателя Арбитражного суда РСО- Алания
- Юрков, Борис Павлович (91) — советский военный, генерал, участник Великой Отечественной войны.

## 10 декабря
- Ахмед, Яджуддин (81) — президент Бангладеш (2002—2009)[91].
- Бакулин, Владимир Николаевич (73) — советский борец классического стиля, серебряный призёр летних Олимпийских игр в Мехико (1968)[92].
- Волохов, Александр Николаевич (89) — участник Великой Отечественной войны, Герой Советского Союза (1944)[93].
- Зайцев, Александр Денисович (66) — белорусский сценарист («Мёд осы», «Гладиатор по найму»)[94].
- Делла Каза, Лиза (93) — швейцарская оперная певица[95].
- Кораллов, Марлен Михайлович (87) — литературный критик, узник ГУЛАГа, член правления Московского общества «Мемориал»[96].
- Кос, Хесус де (88) — испанский революционер.
- Уоллес, Реджиналд Джеймс (93) — губернатор островов Гилберта (1978—1979)[97].
- Шаблаускас, Артурас (49) — литовский актёр, театральный режиссёр[98].
- Цур, Дан (86) — израильский ландшафтный архитектор.
- Юницкий, Игорь Михайлович (74) — бывший председатель псковского горисполкома[99].
- Яздовский, Валерий Александрович (82) — инженер НПО «Энергия», член отряда космонавтов в 1968—1983 годах, бортинженер дублирующего экипажа космического корабля «Союз-13»[100].

## 11 декабря
- Баймукашев, Юрий Дюсенгалиевич (71) — казахский скульптор.
- Бланкенхейм, Тони (90) — немецкий оперный певец[101].

- Вишневская, Галина Павловна (86) — российская оперная певица, солистка Большого театра, народная артистка СССР, лауреат премии Правительства России[102].
- Гегерликова, Антония (89) — чешская актриса[103].
- Молчанов, Александр Фомич (70) — председатель Николаевского горисполкома (1982—1990)[104].
- Хиршман, Альберт (97) — американский экономист[105]

- Шанкар, Рави (92) — индийский музыкант и композитор, широко известен как виртуоз игры на ситаре[106].

## 12 декабря
- Воронков, Владимир Романович (92) — пилот, лейтенант штурмовой авиации, участник Великой Отечественной войны, Герой Советского Союза[107]
- Иванов, Александр Леонидович (59) — советский футболист, игрок ростовского «Ростсельмаша» (1973—1976 и 1983—1985), лучший бомбардир в истории клуба[108].
- Мартынова, Алёна (46) – российская и канадская художница, акционист, иконописец[109].
- Пименов, Николай Фёдорович (89) — Полный кавалер ордена Славы.
- Свами, Нитиананд (85) — индийский политик, первый премьер-министр штата Уттаракханд (2000—2001)[110].

## 13 декабря
- Альфаро, Андреу (83) — испанский скульптор[111].
- Кустинская, Наталья Николаевна (74) — советская и российская актриса театра и кино, Заслуженная артистка Российской Федерации (1999)[112].
- Левкович, Василий Львович (91) — последний полковник Украинской повстанческой армии[113].
- Миура, Мидори (64) — японская переводчица российской литературы[114].
- Фризен, Джил (75) — американский продюсер, руководитель фирмы звукозаписи A&M Records (1977—1990). В 2014 году посмертно удостоен премии «Оскар»[115].
- Хэнлон, Джек (96) — американский актёр[116].
- Чайковская, Ольга Георгиевна (95) — публицист, внучатая племянница композитора Петра Ильича Чайковского[117]
- Шаймерденов, Ербол Шаймерденович (58) — казахстанский поэт и писатель-публицист[118].
- Эрцог, Морис (93) — французский альпинист и политик, министр по делам молодёжи и спорта (1958—1966)[119].
- Ясин, Абдельссалам (84) — марокканский радикальный исламский лидер[120].

## 14 декабря
- Кондратьева, Аделина Вениаминовна (92) — переводчица.
- Жвавый, Николай Фёдорович (74) — ректор Тюменской государственной медицинской академии (1977—1998)[121].
- Келли, Алида (69) — итальянская актриса[122][123].
- Кёсте, Клаус (69) — немецкий гимнаст (ГДР), чемпион летних Олимпийских игр в Мюнхене (1972)[124].
- Лэнза, Адам Питер (20) — совершивший массовое убийство в начальной школе «Сэнди-Хук», самоубийство.
- Мельник, Леонид (58) — российский художник-карикатурист[125].
- Моргунов, Анатолий Яковлевич (67) — российский тележурналист[126].
- Шульц, Марк Борисович (76) — мэр Тынды (1991—2004 и с 2008)[127].

## 15 декабря
- Анисимов, Юрий Сергеевич (74) — советский яхтсмен, чемпион Европы (1968)[128]
- Ваншенкин, Константин Яковлевич (86) — советский и российский поэт, автор слов знаменитых песен «Я люблю тебя, жизнь», «Алёша», «Вальс расставания», Лауреат Государственной премии РФ[129].
- Измайлова, Гузель Мансафовна (57) — советская и российская актриса. Заслуженная артистка Башкортостана[130].
- Инясевский, Кирилл Александрович (88) — главный тренер сборной СССР по плаванию (1961—1967 и 1969—1972), заслуженный тренер СССР[131].
- Ладейщиков, Вячеслав Иванович (63) — российский футбольный тренер[132].
- Олтуски, Энрике (82) — кубинский революционер и политик, лидер «Движения 26 июля», бывший министр связи и министр по делам рыбного промысла[133]
- де Пуч, Луис Мария (67) — испанский политик, председатель Парламентской ассамблеи Совета Европы (2008—2010)[134].
- Рахимов, Равиль Галеевич (54) — артист и режиссёр Оренбургского областного театра кукол, заслуженный артист России[135]
- Сафронов Юрий Фёдорович (72) — русский врач, подполковник медицинской службы г. Славянск-на-Кубани, г. Северск, Россия.
- Якова, Патрик (64) — нигерийский политик, губернатор штата Кадуна, авиакатастрофа[136].

## 16 декабря
- Гулиев, Нифталы — азербайджанский судья международной категории по боксу[137].
- Паршин, Николай Иванович (83) — футболист, игрок «Спартака» (1949—1957), трехкратный чемпион СССР (1952, 1953, 1956), обладатель Кубка СССР (1950)[138]
- Плохотнюк, Борис Владимирович (63) — депутат Государственной Думы РФ четвёртого созыва (2003—2007), член фракции партии «Единая Россия»[139]
- Рубинчик, Юрий Аронович (89) — советский и российский филолог-иранист.

## 17 декабря
- Адам, Чарли (старший) (50) — шотландский футболист, тренер. Отец футболиста Чарли Адама (младшего)[140].
- Иноуи, Дэниел (88) — американский политик, сенатор США от штата Гавайи, временный председатель Сената США (с 2008)[141].
- Манфредини, Дина (115) — итальянско-американская долгожительница, старейший житель Земли c 4 декабря 2012 года[142].
- Меса, Арнальдо (45) — кубинский боксер, серебряный призёр Олимпийских игр в Атланте (1996)[143].
- Объедков, Александр Иванович (74) — режиссёр телекомпании «Оскемен» (Усть-Каменогорск, Казахстан); погиб в результате пожара[144].
- Панов, Николай Николаевич (68) — глава Плюсского района Псковской области (1997—2000), народный депутат СССР (1989—1991)[145].
- Рудин, Рудольф Григорьевич (83) — советский и российский актёр, заслуженный артист РСФСР, «пан Гималайский» из Кабачка «13 стульев»[146].
- Телегин, Николай Николаевич (66) — генеральный конструктор Научно-исследовательского машиностроительного института, лауреат Государственной премии СССР[147]

## 18 декабря
- Азбель, Леонид Игоревич (48) — исполнитель русского шансона, солист группы «Мишки на Севере»[148]
- Васильев, Юрий Константинович (74) — заслуженный тренер России по велоспорту[149].
- Ёнэнага, Кунио (69) — президент Японской ассоциации сёги (2005—2012)[150]
- Заяев, Анатолий Николаевич (81) — советский футболист, советский и украинский тренер, первый чемпион Украины (1992, «Таврия», тренер)[151].
- Калоянчев, Георги (87) — болгарский актёр[152][153].
- Мехия, Харви — колумбийский футболист, полузащитник клуба «Яракуянос»; огнестрельное ранение, полученное во время ограбления[154].
- Паттерсон, Джим (84) — шотландский футболист, чемпион Шотландии (1951), лучший бомбардир клуба «Куин оф зе Саут»[155].
- Салех, Мустафа ульд Мухаммед (76) — президент Мавритании (1978—1979)[156].
- Сухотин, Анатолий Константинович (90) — советский и российский учёный, доктор философских наук, профессор, действительный член Международной академии наук высшей школы.
- Стейнманн, Дэнни (70) — американский кинорежиссёр («Пятница, 13-е: Новое начало»)[157]
- Хризостом (73) — епископ Сербской православной церкви, управляющий Жичской епархией (2003—2012)[158]

## 19 декабря
- Борк, Роберт (85) — американский юрист и политик, временный Генеральный прокурор США (1973)[159].
- Гостомыслов, Александр Петрович (72) — советский и российский прозаик, публицист (Санкт-Петербург)[160].
- Дерябин, Борис Анатольевич (75) — машинист автоскрепа Вяземского дорожно строительного управления, Герой Социалистического Труда[161].
- Дэвис, Колин (79) — британский автогонщик, победитель Targa Florio (1964)[162].
- Жобе, Жорж (51) — бельгийский мотогонщик, пятикратный чемпион мира по мотокроссу[163].
- Кроше, Поль (92) — французский актёр[164][165].
- Липкин-Шахак, Амнон (68) — 15-й начальник Генерального штаба Армии обороны Израиля, лейкоз[166].
- Накадзава Кэйдзи (73) — американский художник и писатель японского происхождения («Босоногий Гэн»)[167].
- Осипов, Вячеслав Константинович (75) — кандидат технических наук, депутат Государственной Думы V и VI созывов, заместитель председателя комитета по науке и наукоемким технологиям[168].
- Прибылов, Николай Анисимович (91) — летчик-штурмовик, Герой Советского Союза, участник Великой Отечественной войны[169].
- Хлопкин, Николай Сидорович (89) — физик-ядерщик, академик РАН (1992), советник директора Института атомной энергии имени И. В. Курчатова, Герой Социалистического Труда[170]
- Штрук, Петер (69) — немецкий политик, министр обороны ФРГ (2002—2005)[171].

## 20 декабря
- Клаудиус, Лесли (85) — индийский хоккеист на траве британского происхождения, трёхкратный олимпийский чемпион 1948, 1952 и 1956 годов[172].
- Крэндалл, Ричард (64) — американский физик и программист[173].
- Маккраклин, Джимии (91) — американский композитор и ритм-н-блюзовый певец[174].
- Мержанов, Виктор Карпович (93) — советский и российский пианист, профессор Московской государственной консерватории имени П. И. Чайковского, народный артист СССР (1990)[175].
- Окулова, Беатриса Васильевна (74) — профессор кафедры музыкального воспитания Ярославского государственного театрального института, заслуженная артистка Российской Федерации[176].
- Рено, Альбер (92) — канадский хоккеист, чемпион зимних Олимпийских игр в Санкт-Морице (1948)[177].
- Рестон, Тельма (73) — бразильская актриса[178][179].
- Стивенс, Деннис (79) — британский футболист, обладатель кубка Англии по футболу (1958), чемпион Англии (1963)[180].

## 21 декабря
- Дженсен, Элвуд (91) — американский исследователь в области медицины, внёсший значимый вклад в теорию и практику борьбы с раком[181].
- Дорман, Ли (70) — американский музыкант, бас-гитарист группы «Iron Butterfly»[182].
- Магд-Соэп, Каролина де (77 или 78) — бельгийская славистка.
- Макенти, Шэйн (56) — ирландский политик, министр продовольствия с 2011 года[183].
- Яковлев, Владимир Николаевич (60) — советский баскетболист, чемпион СССР (1975), обладатель Кубка Кубков (1973, 1975), в составе ленинградского «Спартака»[184]

## 22 декабря
- Амаш, Мириам (124 ?) — израильская долгожительница, кандидат на звание самой престарелой женщины в мире[185].
- Билур, Башир Ахмед (69) — пакистанский политик, один из лидеров Национальной партия Авами, старший министр провинции Хайбер-Пахтунхва, убит[186].
- Вапневски, Петер (90) — немецкий историк[187].
- Воробьёв, Аркадий Никитич (88) — советский тяжелоатлет, двукратный олимпийский чемпион и многократный чемпион мира, тренер, учёный[188]
- Греко, Эмидио (74) — итальянский сценарист и режиссёр[189][190].
- Гумеров, Фарит Ишмухаметович (67) — российский спортсмен и судья международной категории по бильярдному спорту[191].
- Колмогоров, Вадим Леонидович (81) — учёный-механик, член-корреспондент РАН[192].
- Легатова, Квета (93) — чешская писательница[193].
- Лим Кенг Яик (73) — малайзийский политик, министр[194].
- Скаччиа, Майк (47) — американский музыкант, гитарист группы Ministry, сердечный приступ[195].
- Уитни, Марва (68) — американская певица[196].
- Хазиахметов, Шамиль Сафуанович (71) — российский башкирский писатель[197].

## 23 декабря
- Иво, Ледо (88) — бразильский поэт и прозаик[198].
- Тудор, Кристиан (30) — румынский футболист, выступавший за «Аланию» и «Москву», цирроз печени[199].

## 24 декабря
- Беннетт, Ричард Родни (76) — британский композитор, трёхкратный номинант на премию «Оскар»[200][201].
- Дёрнинг, Чарльз (89) — американский актёр, двукратный номинант на премию «Оскар» («Собачий полдень», «Тутси»)[202]
- Драке, Бруно (74) — латвийский баскетболист «ВЭФ» (1959—1968), призёр чемпионатов СССР (1960, 1966)[203].
- Клагмен, Джек (90) — американский актёр, лауреат премий «Золотой глобус» и «Эмми» («12 разгневанных мужчин»)[204]
- Ковалевич, Олег Дмитриевич (58) — начальник Управления боевой подготовки Сухопутных войск (2007—2010), генерал-лейтенант в отставке[205].
- Козачков, Валентин Фёдорович (78) — актёр кино, режиссёр Одесской киностудии с 1966[206].
- Коллинз, Рэй (76) — американский рок-музыкант, бывший вокалист группы «The Mothers of Invention»[207].
- Копаев, Юрий Васильевич (75) — советский и российский физик, академик РАН, директор Отделения физики твёрдого тела Физического института РАН (с 1995 года)[208].
- Петров, Иван Петрович (86) — главный режиссёр Государственного молодёжного театра «Творческая мастерская» г. Петрозаводск (1988—2006), народный артист России[209].
- Хайдуров, Ефим Леонтьевич (87) — заслуженный тренер СССР по пулевой стрельбе, выдающийся конструктор спортивных пистолетов[210].

## 25 декабря
- Герценберг, Леонард Георгиевич (78) — российский лингвист, специалист в области иранской филологии и сравнительно-исторического индоевропейского языкознания[211]. Архивная копия от 30 октября 2012 на Wayback Machine
- Жеруков, Борис Хажмуратович (54) — ректор Кабардино-Балкарской государственной сельскохозяйственной академии им. В. М. Кокова. Убит[212].
- Стамбеков, Турганбек Мухаметкалиевич — и. о. главы пограничной службы Комитета национальной безопасности Казахстана, полковник. Авиакатастрофа[213].
- Турки ибн Султан Аль Сауд (53) — саудовский принц, заместитель министра культуры и информации (с 2011);сердечный приступ[214].
- Шнайдер, Отмар (84) — австрийский горнолыжник, чемпион и серебряный призёр зимних Олимпийских игр в Осло (1952)[215].

## 26 декабря
- Андерсон, Джерри (83) — британский кинопродюсер, кинорежиссёр и сценарист[216].
- Басс, Фонтелла (72) — американская соул-певица[217].
- Батеман, Пауль (93) — американский математик, соавтор гипотезы Батемана—Хорна (en)[218].
- Бойченко, Виктор Кузьмич (87) — участник Великой Отечественной войны, Герой Советского Союза.
- Ватанабэ, Харухиса (31) — японский путешественник; ДТП[219]
- Григорьев, Фёдор Андреевич (73) — российский ученый-юрист, президент Саратовской государственной юридической академии[220].
- Дударов, Ибрагим Султанович (38) — заместитель муфтия Северной Осетии, председатель исполкома Духовного управления мусульман Республики Северная Осетия-Алания; убит[221].
- Дьяконов, Дмитрий Игоревич (63) — российский физик-теоретик[222].
- Корчагин, Владимир Владимирович (88) — русский советский и российский писатель-фантаст[223].
- Пётр (85) — епископ Элладской православной церкви, митрополит Христопольский (1995—2012)[224].
- Рой, Арчи (88) — британский астроном, чьим именем назван астероид (5806) Archieroy[225].
- Филонович, Ростислав Дмитриевич (86) — ветеран-подводник, вице-адмирал[226]

## 27 декабря
- Арсланова, Закия Шайдулловна (93) — актриса Башкирского академического театра драмы имени Мажита Гафури (1949—1987), народная артистка Башкортостана[227]..
- Борейко, Валентин Васильевич (79) — российский гребец, чемпион летних Олимпийских игр в Риме (1960) по академической гребле (двойка распашная без рулевого)[228]..
- Кэри, Гарри младший (91) — американский актёр[229].
- Мэй, Эдгар (83) — американский журналист и политик, лауреат Пулитцеровской премии (1961)[230].
- Новиков, Евгений Петрович (76) — первый Президент Союза биатлонистов России (1992—1995), мастер спорта по лыжным гонкам, тренер[231]..
- Поляков, Юрий Александрович (91) — советский и российский историк, академик РАН (1997)[232]..
- Пончаев, Жафяр Насибуллович (72) — имам-хатыб, муфтий Санкт-Петербургской соборной мечети, глава Духовного управления мусульман Санкт-Петербурга и Северо-Западного региона России[233].
- Путткамер, Еско фон (79) — американский аэрокосмический инженер и менеджер НАСА немецкого происхождения[234]..
- Сапожников, Григорий Кириллович (62) — советский украинский футболист, игрок одесского «Черноморца» (1969—1977)[235].
- Шварцкопф, Норман (78) — американский военачальник, возглавлявший группировку Многонациональных сил во время войны в Персидском заливе в 1990—1991 годах, полный генерал[236].

## 28 декабря
- Архипенко, Фёдор Фёдорович (91) — лётчик, Герой Советского Союза (1945)[237].
- Дробны, Вацлав (32) — чешский футболист, капитан Молодёжной сборной Чехии по футболу (2000—2002), чемпион Европы (2002); несчастный случай[238].
- Парадович, Тадеуш (56) — польский кинорежиссёр[239].
- Шаклеин, Владимир Андреевич (75) — советский диссидент, российский правозащитник[240].
- Шеффер, Эммануэль (88) — израильский футбольный тренер, старший тренер сборной Израиля по футболу (1968—1971, 1978—1980)[241].

## 29 декабря
- Акимова, Александра Фёдоровна (90) — советская лётчица, штурман 46-го гвардейского ночного бомбардировочного авиационного полка, Герой Российской Федерации (1994)[242].
- Губерман, Евгений Александрович (57) — бывший барабанщик группы «Аквариум»[243].
- Елютин, Александр Вячеславович (75) — учёный-металлург, один из организаторов отечественной редкометаллической промышленности, академик РАН[244].
- Олдридж, Майк (73) — американский музыкант, лауреат премии «Грэмми»[245].
- Рейес Монтеон, Сальвадор (76) — мексиканский футболист, нападающий, игрок национальной сборной. Участник ЧМ-1958, 1962, 1966[246].
- Рис-Могг, Уильям (84) — британский журналист, редактор «The Times» (1967—1981)[247].
- Роша, Паоло (77) — португальский режиссёр[248][249].
- Топар, Жан (90) — французский актёр[250].

## 30 декабря
- Вёзе, Карл (84) — американский учёный, обнаруживший «универсальную» молекулу, которая присутствует у всех организмов и связана с синтезом белка[251].
- Зиборов, Олег Евгеньевич (55) — российский дипломат, переводчик с немецкого, музыкальный критик[252].
- Кобец, Константин Иванович (73) — первый и последний Министр обороны РСФСР (20.08—09.09.1991), заместитель Министра обороны РФ (1993—1997), генерал армии[253].
- Леви-Монтальчини, Рита (103) — итальянский нейробиолог, лауреат Нобелевской премии по физиологии или медицине (1986), старейший лауреат этой премии[254].
- Сичкарь, Светлана Петровна (76) — советский и российский художник-мультипликатор[255]..
- Хопкинс, Майк (53) — новозеландский звукорежиссёр, двукратный лауреат премии «Оскар»[256].
- Ширдаун, Джон (88) — канадский дипломат, один из организаторов операции «Канадская хитрость» по спасению американских дипломатов в Иране[257].

## 31 декабря
- Брагги, Мойсес (104) — испанский врач, пацифист; участник Гражданской войны в Испании на стороне республиканцев[258].
- Лине, Велта Мартыновна (89) — советская и латвийская актриса, Народная артистка СССР[259].
- Молодцова-Руденко, Стелла Семёновна (85) — музыковед, пианистка, преподаватель Астраханской государственной консерватории, телеведущая[260].
- Роже, Жан-Анри (62—63) — французский режиссёр, сценарист и актёр, призёр Каннского кинофестиваля (1981)[261][262].